# Pfarrkirche Viehofen

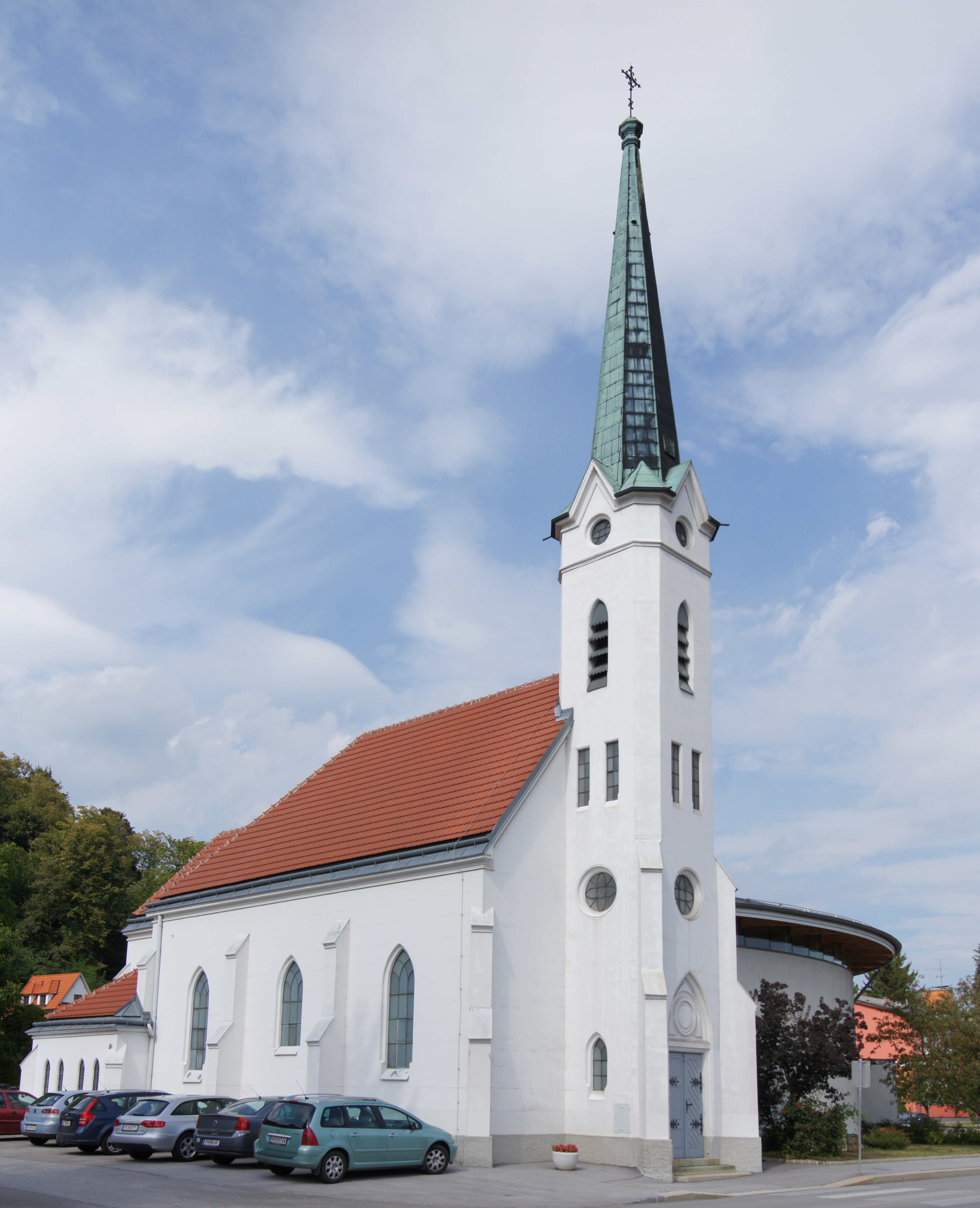
Katholische Pfarrkirche Zur Unbefleckten Empfängnis in Viehofen

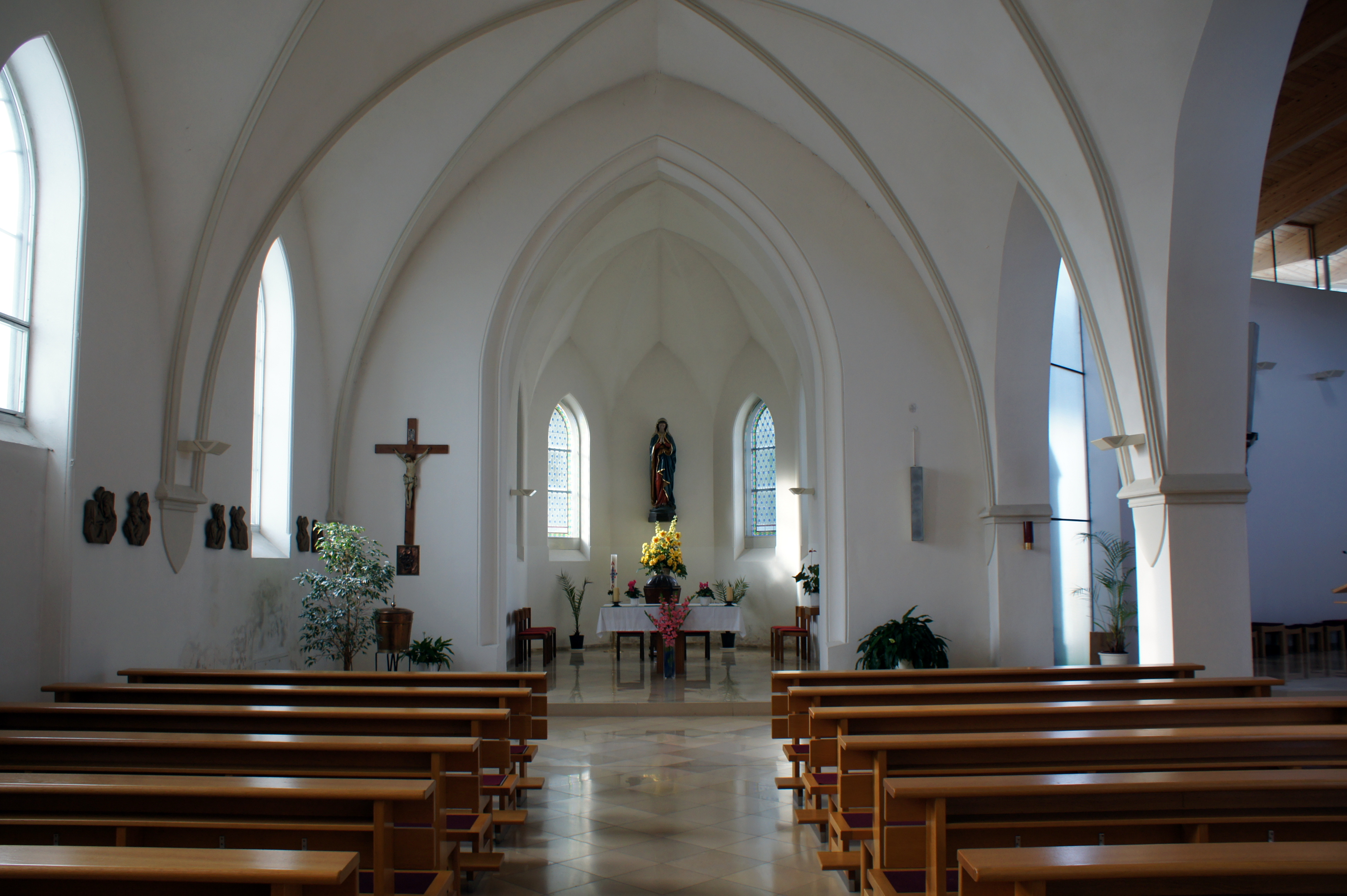
Neugotisches Langhaus, Blick zum Chor

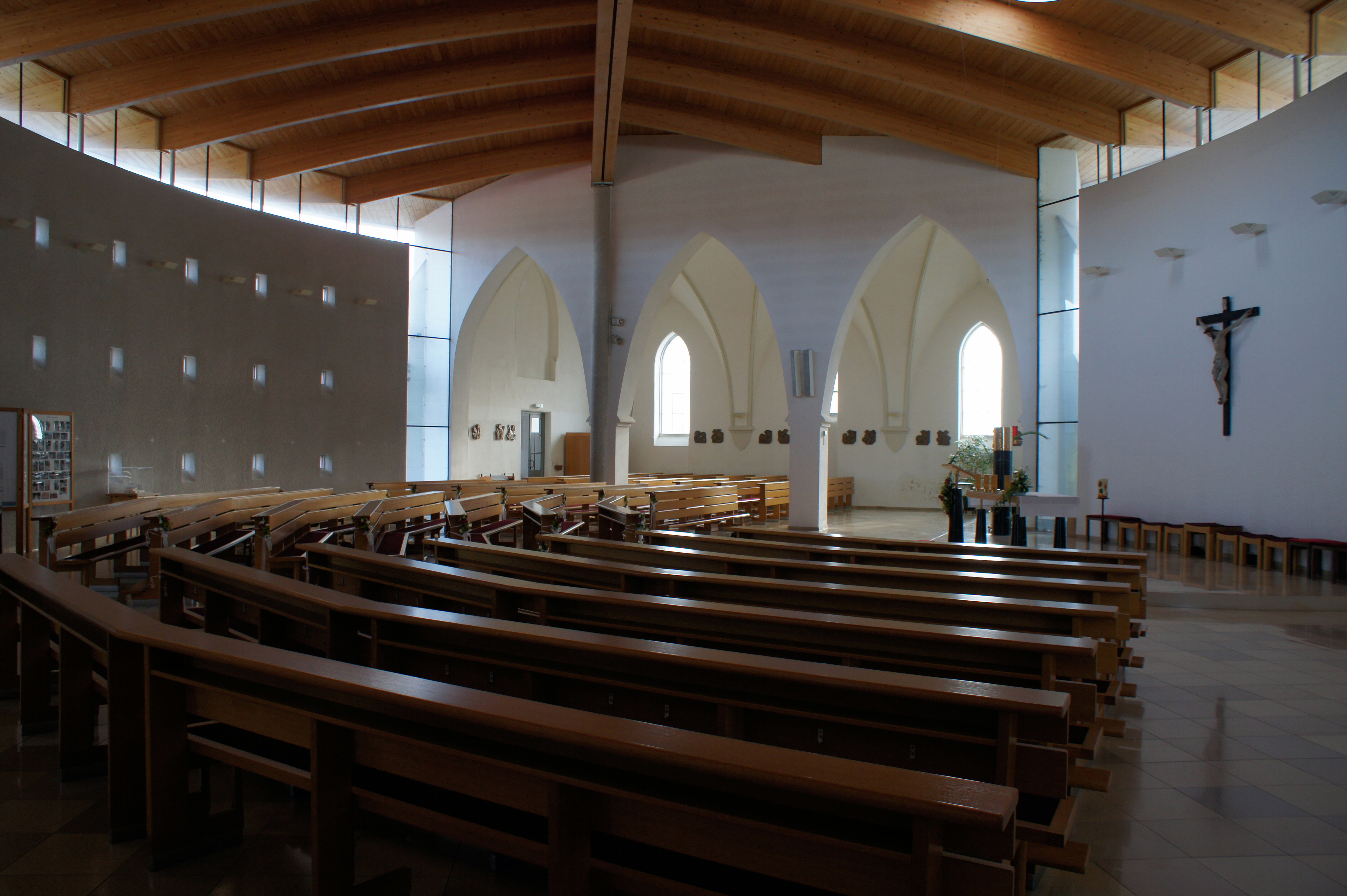
Erweiterungsbau, Blick zum Altbau und zum Altarbereich

Die römisch-katholische Pfarrkirche Viehofen steht im Stadtteil Viehofen der Statutarstadt St. Pölten in Niederösterreich. Die dem Patrozinium Unbefleckte Empfängnis unterstellte Pfarrkirche gehört zum Dekanat St. Pölten in der Diözese St. Pölten. Die Kirche steht unter Denkmalschutz (Listeneintrag).

## Geschichte
Im Jahr 1888 wurde anlässlich des 50-jährigen Thronjubiläums Kaiser Franz Josephs I. die Errichtung einer Kirche geplant. Erst nach erfolgreicher Spendensuche wurde die Kirche im Jahr 1898 nach den Plänen des Architekten Johann Zeilinger erbaut und geweiht. Die Kirche wurde 1956 zur Pfarrkirche erhoben. 1996/1997 wurde die Kirche am Langhaus mit einem schiffähnlichen Anbau nach den Plänen der Architekten Wolfgang Zehetner und Richard Zeitlhuber erweitert.

## Architektur
Der genordete neugotische Kirchenbau unter einem hohen Satteldach hat Spitzbogenfenster. Die straßenseitige Turmfassade hat einen hohen Spitzhelm. Der eingezogene Chor hat Strebepfeiler. Westseitig steht ein Sakristeianbau. Der Erweiterungsbau von 1996/1997 zeigt weiße Fronten mit gleichmäßig gerasterten Fenstern.
Das Kircheninnere zeigt einen dreijochigen Saal mit einem Stuckrippen-Kreuzgewölbe, ein Holzempore auf Pfeilern, einen spitzbogigen Triumphbogen und einen einjochigen Chor mit einem Fünfachtelschluss. Durch eine Öffnung der nordöstlichen Langhausmauer besteht eine Anbindung des hellen Erweiterungsbaus mit einer offenen Dachkonstruktion.

## Einrichtung
Es gibt eine Statue Maria Immaculata um 1898.
Den Taufstein aus Marmor schuf 1957 der Architekt Josef Friedl und den Kupferdeckel als figurales Treibwerk Susanne Peschke-Schmutzer.
Die Orgel baute Franz Capek 1924. Drei Glocken goss 1950 die Firma Josef Pfundner.